# ماري الدن
ماري ماجواير الدن (بالإنجليزية: Mary Alden)‏ (18 يونيو 1883 - 2 يوليو 1946) ممثلة سينمائية أمريكية وواحدة من أوائل الممثلات الذين عملو في هوليوود .

## روابط خارجية
- ماري الدن على موقع IMDb (الإنجليزية)
- ماري الدن على موقع ألو سيني (الفرنسية)
- ماري الدن على موقع أول موفي (الإنجليزية)
- ماري الدن على موقع قاعدة بيانات برودواي على الإنترنت (الإنجليزية)
- ماري الدن على موقع قاعدة بيانات الأفلام السويدية (السويدية)
- ماري الدن على موقع قاعدة بيانات الفيلم (الإنجليزية)
- ماري الدن على موقع فايند أغريف
- Literature on Mary Alden